# Comarca di Baza
La comarca di Baza (in spagnolo: Comarca de Baza) è una comarca della Spagna, situata nella provincia di Granada, in Andalusia.